# Mike Land: professione detective
Mike Land: professione detective (Land's End) è una serie televisiva statunitense in 22 episodi trasmessi per la prima volta nel corso di una sola stagione dal 1995 al 1996. È una serie d'azione incentrata sulle vicende in Messico di un investigatore privato ex poliziotto di Los Angeles.

## Trama
Mike Land è un ex agente del Los Angeles Police Department, che ha lasciato il lavoro dopo che per mesi ha lavorato inutilmente al caso dell'omicidio della moglie. Mike si reca a Cabo San Lucas, in Messico, per aiutare il suo vecchio amico Willis P. Dunleevy, ex poliziotto di Sacramento. Decide poi di stabilirsi qui per lavorare come investigatore privato, nonché per assolvere al ruolo di direttore della sicurezza per il Westin Regina Resort, un hotel di lusso. Qui, per caso, s'imbatte in un grosso trafficante di droga responsabile della morte della moglie anni prima e, tra un caso e l'altro, decide di vendicarsi.

## Episodi
| Stagione       | Episodi | Prima TV USA |
| -------------- | ------- | ------------ |
| Prima stagione | 22      | 1995-1996    |

## Personaggi e interpreti

### Personaggi principali
- Mike Land (22 episodi, 1995-1996), interpretato da Fred Dryer.
- Willis P. Dunleevy (22 episodi, 1995-1996), interpretato da Geoffrey Lewis.
È un vecchio amico di Mike che lo aiuta nelle indagini.
- Dave 'Thunder' Thornton (22 episodi, 1995-1996), interpretato da Tim Thomerson.
È un amico di Mike, possiede un motoscafo e partecipa a diversi casi perché desideroso d'avventura.
- Courtney Saunders (22 episodi, 1995-1996), interpretata da Pamela Bowen.
È La direttrice del Westin Regina, un hotel di lusso per il quale lavora Mike come responsabile della sicurezza.

### Personaggi secondari
- April (3 episodi, 1995-1996), interpretata da Tracy Vaccaro.
- Rebecca (3 episodi, 1995), interpretata da Mary-Margaret Humes.
- Hector Mendoza (3 episodi, 1995), interpretato da Guillermo Zapata.
- ChaCha (2 episodi, 1995-1996), interpretato da Robert Ridgely.
- Tony Capozzola (se stesso) (2 episodi, 1995), interpretato da Tony Capozzola.
- Rich (2 episodi, 1995), interpretato da Ken Clark.
- Matt McCulla (2 episodi, 1995), interpretato da Bryan Cranston.
- Fat Morris (2 episodi, 1995), interpretato da Jed Curtis.
- Paulie Scully (2 episodi, 1995), interpretato da Robert Miranda.
- Charlie (2 episodi, 1995), interpretato da E. Danny Murphy.

## Produzione
La serie, ideata da Peter Gethers, David Handler e Victor Schiro, fu prodotta da Buena Vista Television e girata a Los Angeles in California e, per gli esterni, a Cabo San Lucas, in Messico. Le musiche furono composte da Marco Beltrami, Christophe Beck e Gary Schyman.

### Registi
Tra i registi sono accreditati:
- James Bruce in 4 episodi (1995-1996)
- Martin Pasetta in 3 episodi (1995-1996)
- Paul Abascal
- Christian Faber
- John Huneck
- Jefferson Kibbee
- Geoffrey Lewis
- Paul Lynch

### Sceneggiatori
Tra gli sceneggiatori sono accreditati:
- Fred Dryer in 22 episodi (1995-1996)
- Victor A. Schiro in 22 episodi (1995-1996)
- John Clarkson
- David Handler
- Tom Hazelton
- Karen Kevner
- Lincoln Kibbee
- Peter Koper
- L. Lee Lapidus
- Norman Lapidus
- John Le Masters
- Geoffrey Lewis
- Gene Miller
- Alfonso H. Moreno
- Elliot Stern
- Joshua Stern

## Distribuzione
La serie fu trasmessa negli Stati Uniti dal 20 settembre 1995 al 18 maggio 1996 in syndication. In Italia è stata trasmessa dal 1996 su Italia 1 con il titolo Mike Land: professione detective.
Alcune delle uscite internazionali sono state:
- negli Stati Uniti il 20 settembre 1995 (Land's End)
- in Portogallo il 26 novembre 1996 (A Lei de Land)
- in Francia il 15 marzo 1998 (Mike Land, détective)
- in Germania (Land's End - Ein heißes Team für Mexiko)
- in Italia (Mike Land: professione detective)